# A l'ull de la tempesta
A l'ull de la tempesta (títol original en anglès: Into the Storm) és una pel·lícula estatunidenca de catàstrofes i metratge apropiat estrenada el 8 d'agost de 2014 dirigida per Steven Quale i protagonitzada per Richard Armitage i Sarah Wayne Callies. Aquest film tracgta principalment el desastre natural que es coneix com a tornado. Ha estat doblada i subtitulada al català.

## Argument
Un grup d'estudiants de secundària estan en un cotxe junts quan una tempesta s'acosta. Quan la tempesta empitjora, els joves es veuen més endavant i veuen un tornado que s'aproxima. Una jove demana que se'n vagin, però el noi que grava en una càmera surt per filmar el vídeo del tornado. Entra de nou al cotxe, però el tornado els recull abans que puguin escapar, matant als estudiants.
A la ciutat de Silverton, Oklahoma, la classe d'últim any de l'escola secundària local s'està preparant per a la graduació. El subdirector de l'escola secundària, Gary Fuller (Richard Armitage), li ha demanat als seus dos fills que gravin missatges dels adults majors per una càpsula del temps que s'obrirà d'aquí a 25 anys. En una altra banda, Pete Moore (Matt Walsh), un caçador de tempestes veterà, ha estat tractant d'interceptar i filmar tornados utilitzant un vehicle fortament blindat i equipat anomenat Titus, però ha arribat tard durant tot l'any juntament amb els operadors de càmera Lucas Guerrette (Lee Whittaker), Jacob Hodges (Jeremy Sumpter), Daryl Kerley (Arlen Escarpeta) i la meteoròloga Allison Stone (Sarah Wayne Callies). D'altra banda un temerari aficionat, Donk (Kyle Davis) i un instigador Reeves (Jon Deep) van corrent darrere del Titus intentant filmar tornados de la mateixa manera que ells. En assabentar d'una important línia de tempestes en desenvolupament, els caçadors discuteixen i decideixen dirigir-se a Silverton amb l'esperança de filmar els tornados. Després d'arribar a Silverton, l'equip descobreix que la cèl·lula que havien estat perseguint s'ha dissipat, el que s'enfada a Pete i ordena als operadors de càmera (excepte Allison) dirigir-se cap Riverside, a causa que van ser colpejats per un tornado. Mentre l'equip es torna a reunir a Riverside per determinar el seu pròxim moviment, la cèl·lula de Silverton recupera força bruscament, el que resulta en una tempesta de calamarsa i un tornado. Mentre l'equip filma, l'embut canvia abruptament de curs i es dirigeix a l'escola secundària de Silverton.
A l'escola secundària els estudiants majors estan participant en les cerimònies de graduació, quan el clima empitjora sobtadament. Moments després sonen les alarmes de tornado, i el director Tom Walker (Scott Lawrence) i el seu ajudant, Blasky (Kron Moore), reuneixen als estudiants a l'edifici de l'escola. Després del tornado els estudiants emergeixen de l'edifici danyat per veure la destrucció, mentre que Gary es disposa a rescatar al seu fill gran, Donnie Fuller (Max Deacon) juntament amb el seu germà menor Trey Fuller (Nathan Kress), que havia anat a una fàbrica de paper abandonada a Garner per ajudar a Kaitlyn Johnston (Alycia Debnam-Carey) amb un projecte; tots dos van ser atrapats posteriorment quan el tornado va esfondrar l'edifici sobre ells.
Pete i el seu equip, en arribar a la ciutat, es troben Donk i Reeves, els que relaten sobre el qual havien gravat en els seus vídeos. Mentrestant, Allison, els ordenen que es refugiïn en un edifici. Pete, tossut davant la situació, es nega; però Allison, vol ajudar-nos (a causa que estaven ebris), però són interromputs per uns tornados que es van formar a la ciutat. Gary, en arribar a la ciutat, perd el control, impactant contra un altre vehicle (a causa que un altre tornado invisible el tira), li ordena a Trey refugiar-se al banc. Gary intenta arribar al banc, però la camioneta de Donk i Reeves irromp el pas. Així mateix, Allison, intenta refugiar-se dins el Titus, però el tornado l'aixeca i Gary li ajuda a salvar-se evitant que el tornado se l'emporti arrossegant-la. Després del desastre i que Gary demani ajuda, l'equip de Pete està d'acord en col·laborar per arribar a la fàbrica de paper. Donk i Reeves surten de la ciutat i es dirigeixen a un núvol de tornados seguint el rastre dels núvols. Mentrestant, en el camí a la fàbrica, una altra ronda de múltiples tornados es formen i envolten a l'equip de Pete i en el procés destrueix un barri residencial i un local de venda d'autos. Així mateix, Donk i Reeves són arrossegats per un tornado que intentaven filmar un altre d'ells i un altre tornat més fa caure la camioneta de l'equip de Pete. En intentar refugiar-se en una església, un dels tornados s'endinsa en un incendi i succiona el foc provocat per l'electricitat creant un (tornado de foc), Jacob s'acosta per filmar, però la càmera se li i intenta agafar-la, però el remolí l'absorbeix i el incinera matant-ho, el que causa fricció entre Pete i Allison, retraient-li que havia fet morir a Jacob dient-li que només la pel·lícula importava, però el càmera Daryl respon que havia estat la seva culpa i que ajudés a Gary a trobar a Donnie, mentre es queda a cridar els pares de Jacob. Després de recuperar els seus vehicles, Allison es amb Gary per continuar el seu viatge a la fàbrica de paper.
A la fàbrica, Donnie i Kaitlyn intenten utilitzar els seus telèfons per demanar ajuda però la devastació de la tempesta ha fet que els telèfons siguin inútils. Per empitjorar les coses una canonada d'aigua de sobte es trenca i comença a inundar el forat en què els dos estan atrapats. Ferits i en risc d'ofegar-dels dos envien missatges als seus éssers estimats, per a continuació, preparar-se per al pitjor. En l'últim moment Gary i Allison arriben i aconsegueixen alliberar-los.
Després de rescatar els dos estudiants, es preparen per al pitjor: veuen per la pantalla del carro que un parell de tornados enormes estan per convergir, sorpresos veuen com dos enormes remolins de s'uneixen i formen un tornado EF5 la categoria més alta amb vents de fins a 500 km / h, Pete sorprès diu "és el tornado més gran que he vist". Pete i els altres van cap a l'escola per evacuar a tothom, però el director es nega dient que l'escola és un refugi de tempestes, Allison li diu que la tempesta que ve és més gran que els altres i que destruirà l'escola en tot just dos segons, els estudiants pugen als autobusos escolars i es protegeixin del tornado més perillós, en aquest moment quan ja tots estaven sortint el tornado EF5 arriba i arrenca l'edifici instantàniament, però en la seva fugida una torre d'alta tensió cau a la carretera i la bloqueja. Donnie els porta a una claveguera en construcció i es fiquen dins, es veu com el tornado EF5 arriba a un aeroport i eleva els carros i avions destruint-los. Però un camió llançat pel tornado xoca amb la reixeta del drenatge danyant i obrint-, Pete usa el Titus per segellar i clavar el carro a terra, en aquest moment el tornado els passa per sobre, en un moment passa la calma, Allison li pregunta a Pete si va acabar però ell diu que en realitat estan a la part de la calma de la tempesta, l'ull del tornado (similar a l'ull d'un huracà), llavors es subjecten bé, perquè els propers vents seran més poderosos, al procés el Titus i Pete s'arrenquen del sòl i són llançats a l'estratosfera, Pete veu els núvols i el sol, però després el carro cau i Pete mor en la caiguda, el tornado es fa més prim i finalment desapareix. Al final de la pel·lícula completen la càpsula del temps mentre reconstrueixen Silverton.
Abans dels crèdits, s'observa a Donk i Reevis vius penjats en els arbres i, en aquest moment, Donk cau de la branca de l'arbre.

## Repartiment
- Richard Armitage com a Gary Fuller
- Sarah Wayne Callies com a Allison Stone
- Matt Walsh com a Peter "Pete" Moore
- Max Deacon com a Donnie Fuller
- Alycia Debnam-Carey com a Kaitlyn Johnston
- Nathan Kress com a Trey Fuller
- Arlen Escarpeta com a Daryl Karley
- Jeremy Sumpter com a Jacob Hodges
- Lee Whittaker com a Lucas Guerrette
- Stephanie Koenig com a Marcia
- Kyle Davis com a Donk
- Jon Reep com a Reevis
- Scott Lawrence com a director Thomas Walker
- David Drumm com a Chester
- Brandon Ruiter com a Todd
- Kron Moore com a Mrs. Blasky
- Keala Wayne Winterhalt com a Grace, filla d'Allison

## Producció
El 28 d'octubre de 2011, Deadline va informar que New Line Cinema faria un guió d'una pel·lícula de desastres, escrita per John Swetnam, i que Todd Garner. Garner se li va ocórrer dirigir el guió. El 5 de gener de 2012 es va anunciar que Steve Quale seria el director de la pel·lícula.
El 24 d'abril de 2012, Variety va informar que New Line havia donat llum verda per al seu pròxim projecte cinematogràfic, sobre un tornado, i que la pel·lícula estava en desenvolupament i que el seu rodatge començarà el 9 de juliol a Detroit. El 23 d'agost de 2012, la pel·lícula encara no tenia títol. El 24 de setembre de 2013, New Line va titolar la pel·lícula com Into The Storm i va confirmar que la seva data de llançament seria el 8 d'agost de 2014.

### Càsting
El càsting es va realitzar el 19 de maig de 2012 a Pontiac (Michigan). El 24 de maig, Alycia Debnam-Carey va signar per interpretar a un dels personatges femenins. L'1 de juny, New Line afegeix Arlen Escarpeta al projecte. el 22 de juny, Sarah Wayne Callies que es va retirar de The Walking Dead mesos després, va obtenir el paper d'Allison Stone. el 2 de juliol, New Line va allistar a Nathan Kress, qui mesos enrere era a la sèrie iCarly, va obtenir el paper de Trey. l'11 de juliol de 2012, Richard Armitage va ser contractat per a interpretar Gary Morris, un pare vidu que tracta de rescatar al seu fill, dels tornados. la producció va ser programada per començar el 23 de juliol a Detroit. El 13 de juliol, Max Deacon es va unir al repartiment de la pel·lícula per interpretar a Donnie, un adolescent introvertit. El comediant Matt Walsh es va unir a l'elenc de la pel·lícula el 1 agost 2012 per interpretar a Pete.

### Rodatge
El rodatge principal va començar el juliol de 2012 a Detroit. El 13 d'agost de 2012, es va traslladar a Rochester (Michigan) dues setmanes després que va acabar el rodatge a Detroit. També es va filmar al municipi d'Oakland, a l'Oakview Middle School i a la Universitat d'Oakland.

## Música
La música que apareix en la pel·lícula estava a càrrec de Brian Tyler. L'àlbum de la banda sonora va ser llançat el 5 d'agost de al 2014. El 24 de setembre de 2013, Warner Bros va fixar la data d'estrena de la pel·lícula per al 8 d'agost de 2014. La pel·lícula va ser llançada a Digital HD el 28 d'octubre de 2014, però en DVD i Blu-ray es va llançar el 18 novembre 2014.